# Pandanagraecia
Pandanagraecia is een geslacht van rechtvleugeligen uit de familie sabelsprinkhanen (Tettigoniidae). De wetenschappelijke naam van dit geslacht is voor het eerst geldig gepubliceerd in 2010 door Naskrecki & Rentz.

## Soorten
Het geslacht Pandanagraecia omvat de volgende soorten:
- Pandanagraecia armata Naskrecki & Rentz, 2010
- Pandanagraecia bifurcata Naskrecki & Rentz, 2010
- Pandanagraecia porgera Naskrecki & Rentz, 2010
- Pandanagraecia stylata Naskrecki & Rentz, 2010